# Thermococcales
En taxonomía, los Thermococcales son una orden de arqueas hipertermófilas dentro de Thermococci. Las especies de Thermococcales son usado en laboratorios como organismos modelos. Todas las especies son estrictamente anaerobias y pueden fermentar azúcares para fuentes de carbono, pero también necesitan azufre elemental.

## Otras lecturas

### Revistas científicas
- Judicial Commission of the International Committee on Systematics of Prokaryotes (2005). «The nomenclatural types of the orders Acholeplasmatales, Halanaerobiales, Halobacteriales, Methanobacteriales, Methanococcales, Methanomicrobiales, Planctomycetales, Prochlorales, Sulfolobales, Thermococcales, Thermoproteales and Verrucomicrobiales are the genera Acholeplasma, Halanaerobium, Halobacterium, Methanobacterium, Methanococcus, Methanomicrobium, Planctomyces, Prochloron, Sulfolobus, Thermococcus, Thermoproteus and Verrucomicrobium, respectively. Opinion 79». Int. J. Syst. Evol. Microbiol. 55 (Pt 1): 517-518. PMID 15653928. doi:10.1099/ijs.0.63548-0.
- Cavalier-Smith, T (2002). «The neomuran origin of archaebacteria, the negibacterial root of the universal tree and bacterial megaclassification». Int. J. Syst. Evol. Microbiol. 52 (Pt 1): 7-76. PMID 11837318. doi:10.1099/00207713-52-1-7.
- Euzeby JP; Tindall BJ (2001). «Nomenclatural type of orders: corrections necessary according to Rules 15 and 21a of the Bacteriological Code (1990 Revision), and designation of appropriate nomenclatural types of classes and subclasses. Request for an Opinion». Int. J. Syst. Evol. Microbiol. 51 (Pt 2): 725-727. PMID 11321122.
- Zillig W; Holz I; Klenk HP; Trent J; Wunderl S; Janekovic D et al. (1987). «Pyrococcus woesei, sp. nov., an ultra-thermophilic marine Archaebacterium, representing a novel order, Thermococcales». Syst. Appl. Microbiol. 9: 62-70. doi:10.1016/S0723-2020(87)80057-7.

### Libros científicos
- Zillig W; Reysenbach A-L (2001). «Class IV (sic) [V]. Thermococci class. nov.».  En DR Boone; RW Castenholz, eds. Bergey's Manual of Systematic Bacteriology Volume 1: The Archaea and the deeply branching and phototrophic Bacteria (2nd edición). New York: Springer Verlag. pp. 169. ISBN 978-0-387-98771-2.

### Bases de datos científicos
- PubMed
- PubMed Central
- Google Scholar